# Marquisat de Del Bosque
Pour les articles homonymes, voir Bosque.

Couronne marquisale espagnole.

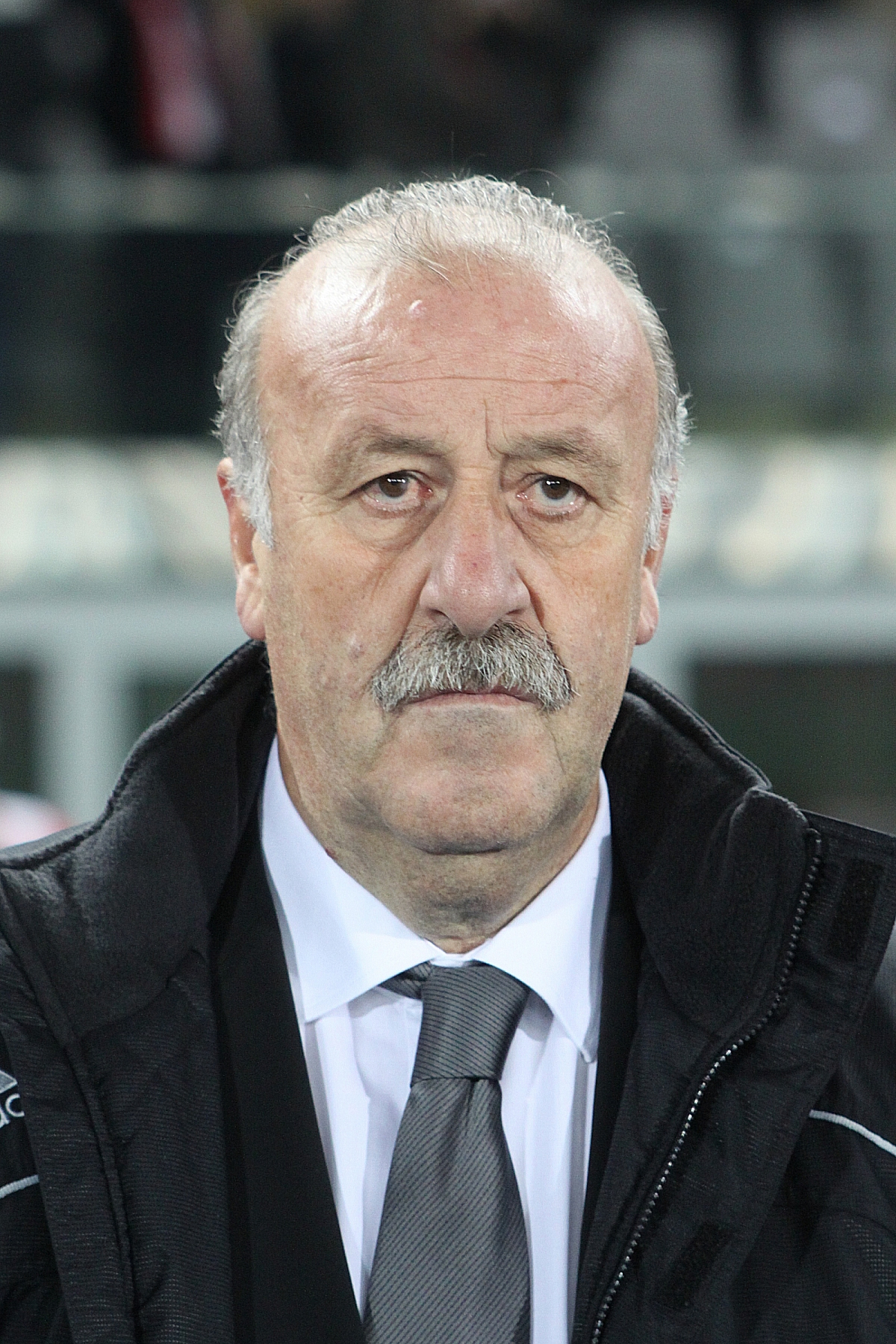
Vicente del Bosque González, 1er marquis de Del Bosque.

Le marquisat de Del Bosque est un titre de noblesse espagnol créé par le roi Juan Carlos Ier en faveur de l'ancien sélectionneur national de football d'Espagne et vainqueur de la Coupe du Monde de Football de 2010, Vicente del Bosque. Il a été créé par le Décret Royal n°135/2011, du 3 février (BOE du 4 février), pour le « grand dévouement au sport espagnol et la contribution de don Vicente del Bosque González à la promotion des valeurs sportives ».

## Marquis de Del Bosque
|                              | Titulaire                    | Période                      |
| Création par Juan Carlos Ier | Création par Juan Carlos Ier | Création par Juan Carlos Ier |
| ---------------------------- | ---------------------------- | ---------------------------- |
| I                            | Vicente del Bosque González  | 2011 - Actuel titulaire      |

## Histoire
- Vicente del Bosque González, 1er marquis de Del Bosque[1]
  - Marié avec María de la Santísima Trinidad López, dont plusieurs enfants:
    - Vicente del Bosque López (1987-), héritier du titre.
    - Álvaro del Bosque López (1990-)
    - Gema del Bosque López (1993-)